# Szlifierki torowe (tramwaje w Bukareszcie)
Szlifierki torowe tramwajów w Bukareszcie – seria czterech tramwajowych szlifierek torowych (rum. vagon de polizat șina) eksploatowanych dawniej przez sieć tramwajową w Bukareszcie.

## Historia
Każda ze szlifierek była dwuosiowym i dwukierunkowym wagonem tramwajowym; produkcja wagonów miała miejsce w 1960 r. w warsztatach głównych przedsiębiorstwa Întreprinderea de Transport București (ówczesna nazwa bukaresztańskiego przewoźnika). Szlifierki otrzymały numery taborowe od 1 do 4. Długie na 6400 mm i szerokie na 2150 mm wagony techniczne powstały częściowo na bazie starych wagonów tramwajowych - wykorzystano podwozia wyprodukowane w 1920 roku. W szlifierkach zainstalowano wyposażenie elektryczne firmy Compagnie Française Thomson-Houston, prąd był pobierany z sieci trakcyjnej poprzez pantograf nożycowy.
W 1965 r. szlifierka nr 4 została przekazana sieci tramwajowej w Timișoarze. W nowym miejscu eksploatacji wagon utrzymał początkowo swój dotychczasowy numer taborowy, który jednak w 1968 r. został mu odebrany; od tamtej pory wagon pracował bez numeru. W 2002 r. przedsiębiorstwo Regia Autonomă de Transport Timișoara (R.A.T.T.) wycofało szlifierkę z eksploatacji; rok później zakupiono nową szlifierkę od wiedeńskiego przewoźnika Wiener Linien. Od czasu wycofania z eksploatacji szlifierka torowa jest wagonem historycznym i znajduje się w zasobach Tramclub Banat – T.C.B. Wagon stacjonuje obecnie w nieeksploatowanej zajezdni tramwajowej przy bulwarze Take Ionescu.
Trzy pozostałe w Bukareszcie szlifierki zostały z biegiem lat zastąpione przez nowocześniejsze wagony i przebudowane na odśnieżarki. Przebudowane szlifierki oznaczono jako Vagon Tramvai Turbofreza (V.T.T.) i przydzielono do trzech zajezdni:
- 01: zajezdnia Alexandria
- 02: zajezdnia Titan
- 03: zajezdnia Militari

## Dostawy
W 1960 r. wyprodukowano cztery wagony tego typu.
| Państwo        | Miasto         | Lata dostaw    | Liczba | Numery taborowe |  |  |
| -------------- | -------------- | -------------- | ------ | --------------- |  |  |
| Rumunia        | Bukareszt      | 1960           | 4      | 1–4             |  |  |
| Łączna liczba: | Łączna liczba: | Łączna liczba: | 4      |                 |  |  |